# Литвиненко Анна Олексіївна
А́нна Олексі́ївна Литвине́нко (нар. 29 червня 1951, Старий Глибів) — українська співачка (альт); заслужена артистка України з 1995 року. Дружина баяніста Олександра Литвиненка.

## Життєпис
Народилася 29 червня 1951 року в селі Старому Глибові Остерського району Чернігівської області (нині затоплене водами Київського водосховища). 1972 року закінчила студію при Державному українському народному хорі імені Григорія Верьовки, де навчалася у М. Ботезату, Станіслава Павлюченка. Навчалася у класі Івана Павленка в Київському державному університеті культури і мистецтв, який закінчила 1997 року.
Протягом 1972—2011 років — солістка Національного українського народного хору імені Григорія Верьовки. У складі колективу гастролювала у країнах Співдружності Незалежних Держав, Канаді, Сполучених Штатах Америки.

## Творчість
У репертуарі — «На калині мене мати колихала» (слова Андрія М'ястківського, Миколи Сингаївського, музика Володимира Верменича), українські народні пісні, зокрема «Ой глянь, мати, та на мій посад», «Не звивайся та не зростайся».
Має записи на радіо та на платівках.